# Miel, groupe Malakoff Humanis
 (juillet 2025).
Motif : Article majoritairement rédigé par des CAOUs en conflit d'intérêt probable. Seul l'article du Progrès est une source secondaire, et encore pas vraiment centrée. Le nom de l'entreprise est mentionné dans divers sources, mais pas de véritable source secondaire centrée de qualité.
- Archive Wikiwix
- Bing
- Cairn
- DuckDuckGo
- E. Universalis
- Gallica
- Google
- G. Books
- G. News
- G. Scholar
- Persée
- Qwant
- (zh) Baidu
- (ru) Yandex
- (wd) trouver des œuvres sur Wikidata

| 1. | Préciser le motif de la pose du bandeau. | Précisez le motif de la pose du bandeau en utilisant la syntaxe suivante : {{admissibilité à vérifier\|date=juillet 2025\|motif=remplacez ce texte par le motif}}                                  |
| 2. | Informer les utilisateurs concernés.     | Pensez à avertir le créateur de l'article, par exemple, en insérant le code ci-dessous sur sa page de discussion : {{subst:avertissement admissibilité à vérifier\|Miel, groupe Malakoff Humanis}} |

MIEL Mutuelle est une mutuelle nationale membre du Groupe Malakoff Humanis. Assureur et gestionnaire de contrats de complémentaire santé, MIEL Mutuelle s'adresse aux particuliers (jeunes, famille, seniors), aux travailleurs indépendants et est également spécialisée dans le secteur de la distribution alimentaire. Historiquement mutuelle d’entreprise du Groupe Casino, MIEL Mutuelle a pris son indépendance en 1998 en devenant une mutuelle interprofessionnelle d’envergure nationale.
MIEL Mutuelle est actuellement dirigée par Emmanuel Verdenet.

## Histoire
En 1904, alors que les lois sur les retraites ouvrières sont en préparation, Geoffroy Guichard crée la caisse de prévoyance et d’assurance décès pour les gérants et les salariés de Casino puis devient une Société de secours mutuel un an plus tard (en 1905, quelques années après la création des Établissements économiques du Groupe Casino).  
La Société de secours mutuel des établissements Guichard et Perrachon restera une mutuelle d’entreprise jusqu’au 31 décembre 1997.
La Société de secours mutuel assure un service médical et pharmaceutique gratuit et verse une indemnité aux salariés en maladie et aux femmes en couches des employés.
En 1923, lors de son 25e anniversaire, est créée la Caisse de Retraites pour « assurer la sécurité des employés quittant la société pour des raisons d'âge ou pour d'autres raisons, sans prétendre suppléer l’État dans ses fonctions de pacificateur social. »
En 1947, la Société de secours mutuel change de nom et devient la Société Mutualiste.
En 1986, une nouvelle loi voulant définir le cadre de ce qui dépend du secteur commercial et de ce qui dépend du secteur à but non lucratif, la transforme en mutuelle d'entreprise du Groupe Casino.
À partir de 1993, des accords d’entreprise introduisent la notion de couverture santé obligatoire pour les salariés.
En 1997, après consultation des partenaires sociaux, il est décidé de rendre la mutuelle indépendante du Groupe Casino. À partir de cette date, elle devient Mutuelle Interprofessionnelle Economique Ligérienne : MIEL. MIEL Mutuelle s’inscrit comme le symbole d’une mutuelle indépendante et accueille désormais des adhérents extérieurs au Groupe Casino.
En fin d'année 2014, le projet de partenariat stratégique débouche sur un accord entre le Groupe APICIL et MIEL Mutuelle. Ce partenariat permet l’adhésion de MIEL Mutuelle à Unalis, l’union de groupe mutualiste (UGM) du Groupe Apicil, qui regroupe déjà les mutuelles Micils, Intégrance, GRM, SOM et Prémiris.
À l'automne 2014, MIEL Mutuelle devient partenaire du projet « Ma commune, ma santé », contrat mutualisé de santé innovant, disponible sur l’ensemble du territoire.
En 2019, l'accord de substitution passé avec Apicil en 2015 touche à sa fin et MIEL Mutuelle rejoint le Groupe Malakoff Humanis dès le 1er janvier 2020.